# Bullet time
Il bullet time (in italiano: proiettili rallentati) è un effetto speciale e tecnica cinematografica che consente di mostrare al rallentatore un momento di una scena, restituendo l'impressione visiva di un distaccamento nel tempo e nello spazio dalla prospettiva della telecamera, o dell'osservatore, rispetto al soggetto mostrato.

## Funzionamento
Il bullet time è in realtà lo sviluppo di una vecchia tecnica fotografica conosciuta come time-slice ("fetta di tempo"), nella quale un grande numero di fotocamere è disposto attorno ad un oggetto e viene fatto scattare simultaneamente. Quando la sequenza degli scatti è vista come un filmato, lo spettatore vede come le "fette" bidimensionali formano una scena tridimensionale. Guardare una tale sequenza di "fetta di tempo" è analogo all'esperienza reale di camminare attorno ad una statua e di vedere come appare da diverse angolazioni.

## Storia
Il primo film ad utilizzare il bullet time è stato Kill and Kill Again del 1981. Un secondo esempio di bullet time in azione si vide nel 1992, nel film Full Contact di Ringo Lam, con Chow Yun-fat. Tuttavia venne reso celebre dal film Matrix del 1999 diretto dagli allora Larry e Andy Wachowski, dove per la prima volta l'effetto venne realizzato e reso emblematico grazie all'uso della tecnologia chroma key, unita ad una computer grafica 3D all'avanguardia. Secondo alcuni quest'ultimo fu ispirato anche dalle tecniche di ripresa usate dal regista di anime giapponese Yoshiaki Kawajiri nel lungometraggio Demon City Shinjuku e dai titoli di testa dell'anime Superauto Mach 5 – a cui poi effettivamente le sorelle Wachowski avrebbero dedicato un film, nel 2008, Speed Racer. Successivamente, il termine è diventato un marchio registrato della Warner Bros., distributori di Matrix.
Nei videogiochi, il bullet time indica una meccanica del gioco in cui il personaggio controllato dal giocatore è in grado di agire a velocità normale, mentre gli altri personaggi e oggetti vengono rallentati. La prima vera implementazione di questa meccanica appare nel 2001 in Max Payne, di Remedy Entertainment, dove si rivela cruciale per il gameplay: «Quando si trova nei guai, Max può attivare il "Bullet Time", che rallenterà l'azione tutt'intorno a lui, permettendogli però di puntare le sue armi in tempo reale. È una funzione estremamente utile per affrontare diversi nemici contemporaneamente e permette a Max di schivare le pallottole in arrivo». Un altro emblematico videogioco d'azione in cui il bullet time è parte integrante dell'esperienza, in maniera simile a "Max Payne", è Stranglehold, videogioco prodotto dal celebre regista di film d'azione John Woo.
L'espediente è diventato parte importante del gameplay anche negli sparatutto in prima persona TimeShift, F.E.A.R. e Singularity; oltre che nell'action RPG Fallout 3 e nello sparatutto in terza persona, a tema western, Red Dead Redemption.